# Maarten Meuldijk
Maarten Meuldijk (Geervliet, 29 augustus 1894 – Utrecht, 20 mei 1972) was een Nederlands nationaalsocialistisch tekenaar en essayist.
Meuldijk had na de lagere en de middelbare school akten gehaald die het hem mogelijk maakten te onderwijzen als leraar tekenonderricht, boetseren en wiskunde. Zijn wens was het echter om vrij kunstenaar, schilder te zijn. In de jaren twintig van de 20e eeuw was hij gemeenteraadslid voor de SDAP. In 1927 verliet hij de SDAP om zich geheel aan de schilderkunst te wijden. Na bezoeken aan het fascistische Italië en het nationaalsocialistische Duitse Derde Rijk raakte hij in de ban van beide ideologieën. In 1933 sloot hij zich aan bij de Nationaal-Socialistische Beweging. Al in de eerste jaargang van Volk en Vaderland publiceerde hij zijn eerste tekeningen - politieke spotprenten, eigenlijk. Na enige tijd werd hij redacteur van het propagandistische NSB-weekblad, in 1939 werd hij hoofdredacteur. Vanaf 1937 was hij tevens hoofdredacteur van het NSB-periodiek Arbeidsfront en als zodanig gemachtigde van Mussert inzake de Nederlandse Arbeidsdienst (NAD). In 1941 nam hij ontslag bij Volk en Vaderland en werd hij hoofd van het Bureau Arbeidsdienst. Zijn invloed op de Nederlandse Arbeidsdienst was echter nihil, vanwege zijn herhaalde conflicten met de Duitser Bethmann, Bevollmächtiger der Reichsarbeitsführers in Nederland. Daarnaast ondervond hij zware tegenwerking van de SS-groep binnen de leiding van de Arbeidsdienst. Als gevolg daarvan werd hem in 1943 zelfs de toegang tot de kampen van de Arbeidsdienst ontzegd. Voor de NSB was hij in deze jaren propagandaspreker voor de radio van de Nederlandsche Omroep.
Zowel voor Volk en Vaderland als voor De Amsterdamsche Keurkamer, de uitgeverij van zijn vriend George Kettmann, heeft Meuldijk sinds 1933 vele politieke prenten en tekeningen gemaakt. Nog in 1956 illustreerde hij de eerste naoorlogse dichtbundel van Kettmann, De ballade van de dode Viking.
Het Bijzonder Gerechtshof te Utrecht veroordeelde Meuldijk in oktober 1948 tot 8 jaar gevangenis terwijl de Commissie voor de Perszuivering hem een beroepsverbod van 20 jaar oplegde.

## Werken
- Arbeidsdienst. De Amsterdamsche Keurkamer, Amsterdam, 1941. Essay.
- Ontaarde kunst: een aantal opstellen over beeldende kunst. De Amsterdamsche Keurkamer, Amsterdam, 1941. Beschouwingen.
- Verzet in Amsterdam. De Amsterdamsche Keurkamer, Amsterdam, 1941. Essay.

- Biografisch Portaal: 61902554
- Gemeinsame Normdatei: 1159030499
- International Standard Name Identifier: 0000 0001 1387 9593
- Nederlandse Thesaurus van Auteursnamen: 072189673
- RKD-Nederlands Instituut voor Kunstgeschiedenis: 55585
- Virtual International Authority File: 166504911
- WorldCat: E39PBJcWxbjJTp9pyKCWPYvJXd

 Portaal: Fascisme en nationaalsocialisme in Nederland · Fascisme · Nationaalsocialisme